# Сет і сетинг
Сет і сетинг (англ. Set and setting) описує контекст для психотропних та особливо психоделічних накротичних переживань: настрій людини (в англ. варіанті — mindset, буквально: напрям думок, тут скорочено до set) та фізичне й соціальне оточення (з англ. setting), у яких перебуває споживач. Це особливо стосується психоделічних переживань у терапевтичному чи рекреаційному контекстах. Термін започатковано Норманом Зінбергом, після чого він став загальновживаним серед дослідників у психоделічній терапевтиці.
«Сет» — це психічний стан людини, а саме думки, настрій та очікування, з якими вона входить у стан наркотичних переживань. Під «сетингом» розуміють фізичне та соціальне оточення. Спеціальна соціальна підтримка є особливо важливою у формуванні психоделічного досвіду. Стрес, страхи, або неприємне оточення можуть призвести до неприємного перебігу події, так званої «невдалої подорожі» (з англ. bad trip). І навпаки, спокійна, допитлива людина у теплому, зручному та безпечному місці значно ймовірніше отримає приємний досвід.
У 1966 році Тімоті Лірі провів серію експериментів з диметилтриптаміном (ДМТ) з контрольованими настроєм та оточенням. Метою було побачити, чи ДМТ, на той час відомий своєю здатністю спричиняти жахи, здатний викликати приємні переживання в умовах особливих налаштувань. Результат підтвердив, що це можливо.
Сет і сетинг часто також розглядають з точки зору релігії.